# Ozarba hypoxanthoides
Ozarba hypoxanthoides là một loài bướm đêm trong họ Noctuidae.